# Vasto
Vasto ist eine Stadt in der Region Abruzzen, Provinz Chieti in Italien. Sie hat 40.874 Einwohner und eine Fläche von 70 km². Vasto liegt am Adriatischen Meer. Der Patron der Stadt ist San Michele. Die Nachbargemeinden sind Casalbordino, Cupello, Monteodorisio, Pollutri und San Salvo.

## Geschichte
Vasto wurde vermutlich von einem dalmatischen Stamm gegründet. In römischer Zeit war es als Histonium bekannt, diesen Namen verlor es in den Unruhen nach dem Zusammenbruch des Römischen Reichs.
Die Einwohner der Stadt werden als Vastesi oder auch Histoniensi bezeichnet.
Als Fürstentum unter Caesar Michael Angelo d'Avalos von Aquino (reg. 1704–1729) erhielt Vasto 1704 durch Kaiser Leopold I. das Münzrecht und prägte ½- und 1-Talermünzen, sowie Dukaten, die auf Grund ihrer Seltenheit aber als reine Repräsentativgepräge ohne Umlaufbedeutung anzusehen sind. 1806 fiel das Fürstentum an das Königreich Sizilien.
Unter Mussolini änderte die Stadt 1938 ihren Namen in Istonio, in Anlehnung an den römischen Ursprung der Stadt. Nach dem Kriegseintritt Italiens im Juni 1940 errichtete das faschistische Regime in Istonio Marina (heute Vasto Marina) ein Internierungslager (campo di concentramento). Zu diesem Zweck standen zwei Gebäude zur Verfügung, ein nie fertiggebautes Hotel und ein privates Wohnhaus. Die Internierten waren vorwiegend politische Oppositionelle, vereinzelt auch in Ungnade gefallene Faschisten. Zahlreiche Insassen wurden strafverlegt, nachdem sie aus Protest gegen die Lebensmittelknappheit und die mangelhafte Qualität der Verpflegung in einen Hungerstreik getreten waren. Im Juni 1943 wurden 31 Internierte nach Farfa Sabina verlegt, um das dort vorgesehene Lager zu errichten. Nach dem Sturz des Faschismus lösten Jugoslawen aus den von Italien besetzten und annektierten Gebieten die politischen Gegner ab. Im September 1943 war das Lager noch in Betrieb. Die Befreiung der Stadt erfolgte am 5. November 1943 und 1944 wurde sie wieder in Vasto rückbenannt.
Im Jahre 1956 wurde ein Teil eines der ältesten Viertel des historischen Zentrums von Vasto durch eine Reihe von Erdrutschen verwüstet. Dabei wurden etwa einhundertfünfzig Häuser zerstört, darunter einige öffentliche und religiöse Gebäude von beträchtlichem architektonischem Wert, unter anderem die Chiesa di San Pietro.

## Sehenswürdigkeiten
- Zu den Sehenswürdigkeiten der Stadt zählt unter anderem die Kathedrale Cattedrale di San Giuseppe aus dem Ende des 13. Jahrhunderts.
- In der Altstadt erhebt sich das mächtige Kastell Caldora aus dem 15. Jahrhundert das an der Stelle einer älteren Anlage aus dem Hochmittelalter errichtet wurde.
- Ein 1849 gegründetes Museum im Palazzo D'Avalos präsentiert eine Münzkollektion und Werke französischer Impressionisten und zeitgenössischer Künstler.

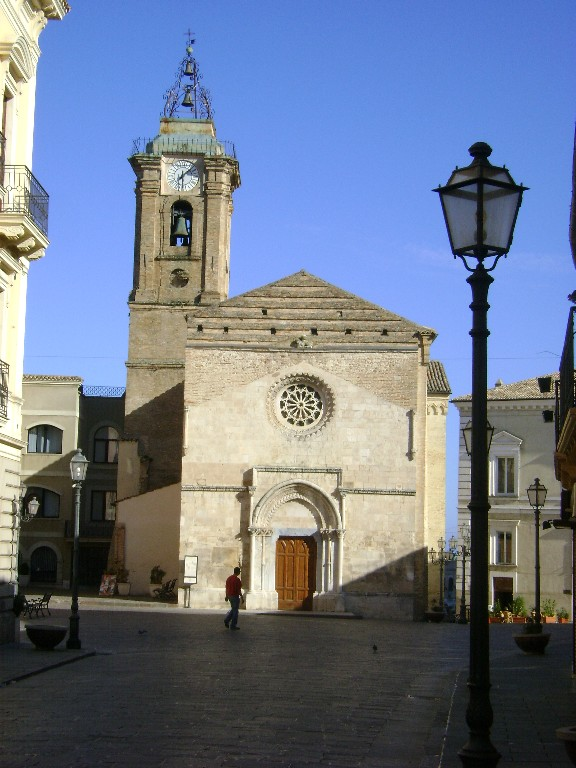
Der Dom
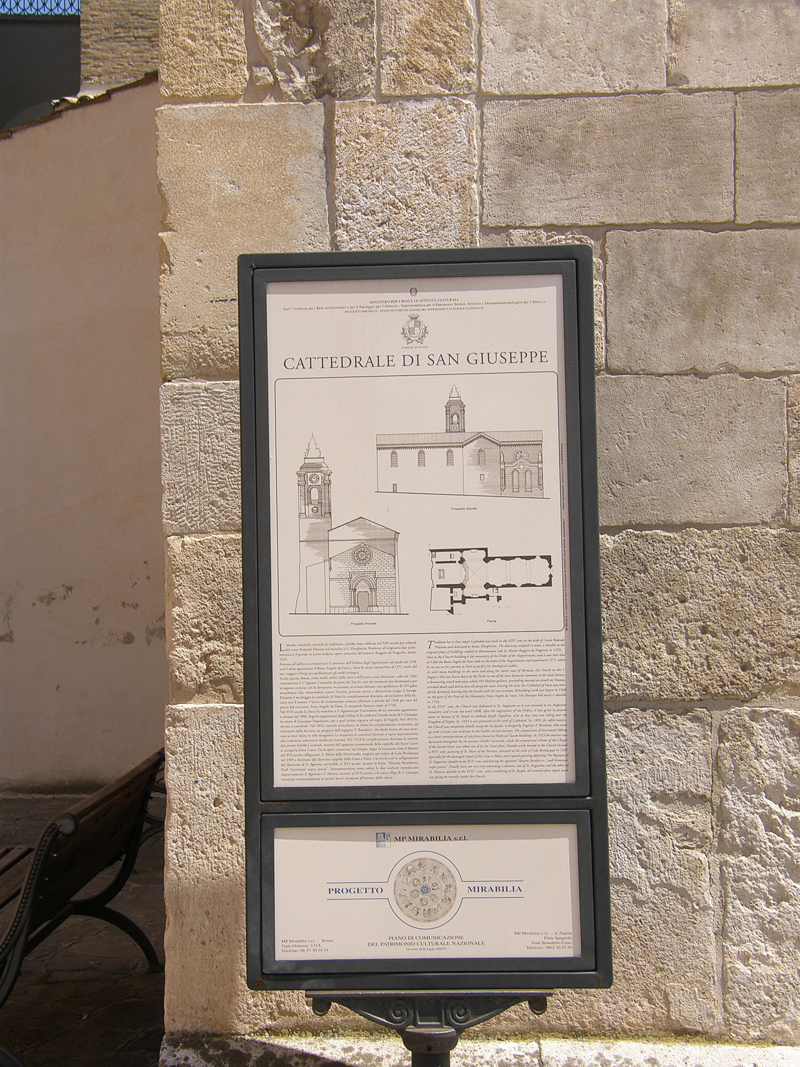
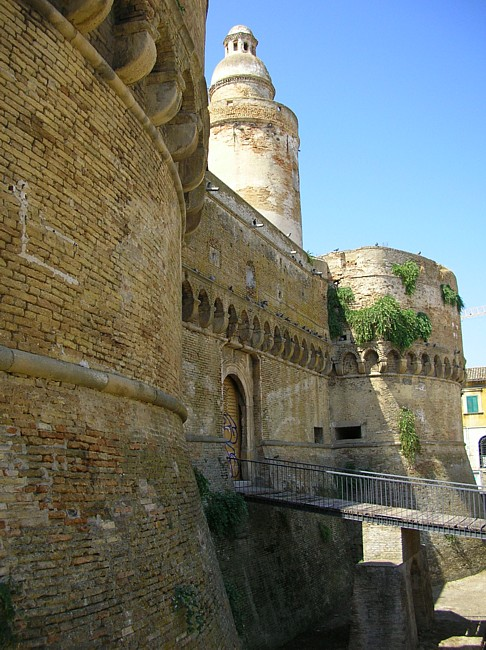
Castello Caldora
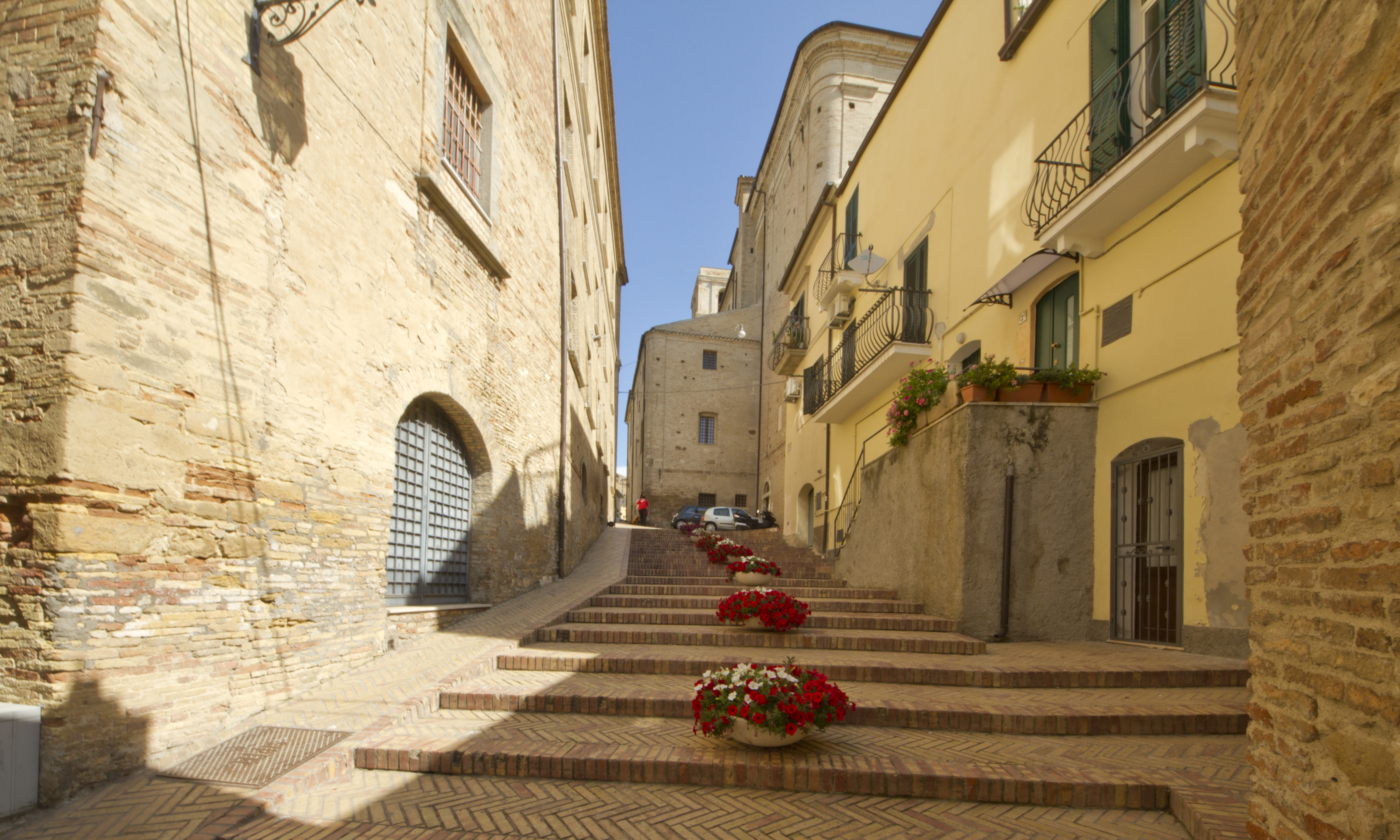
Via di Porta Catena
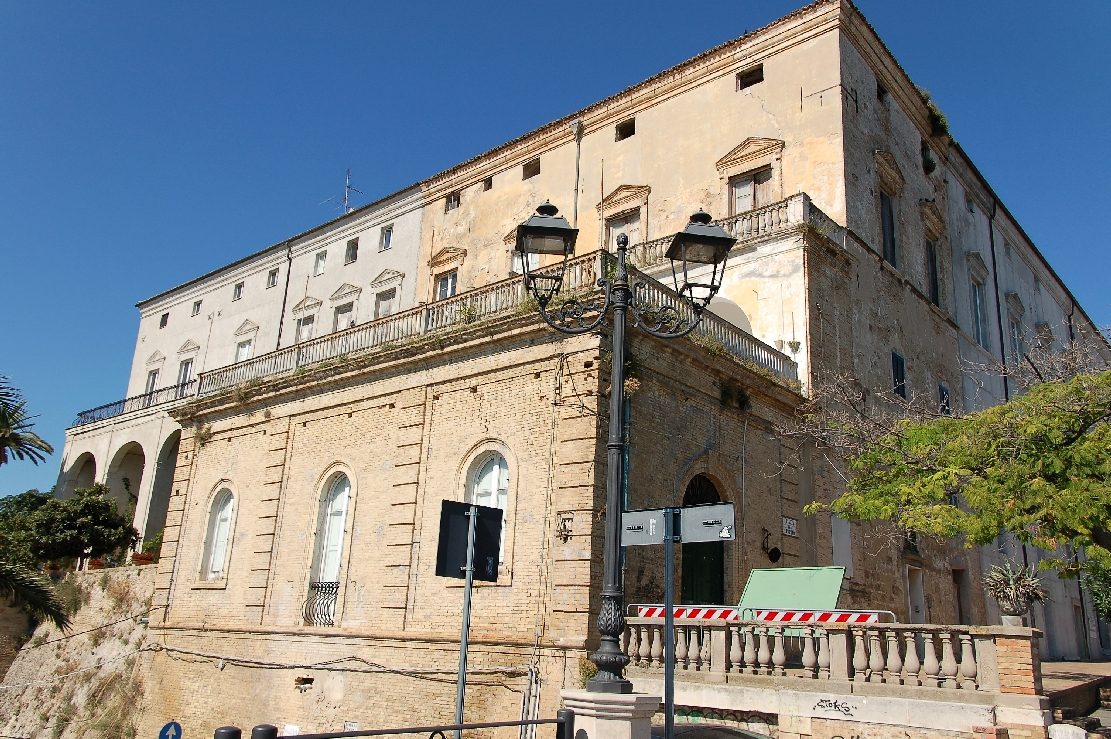
Palazzo D'Avalos
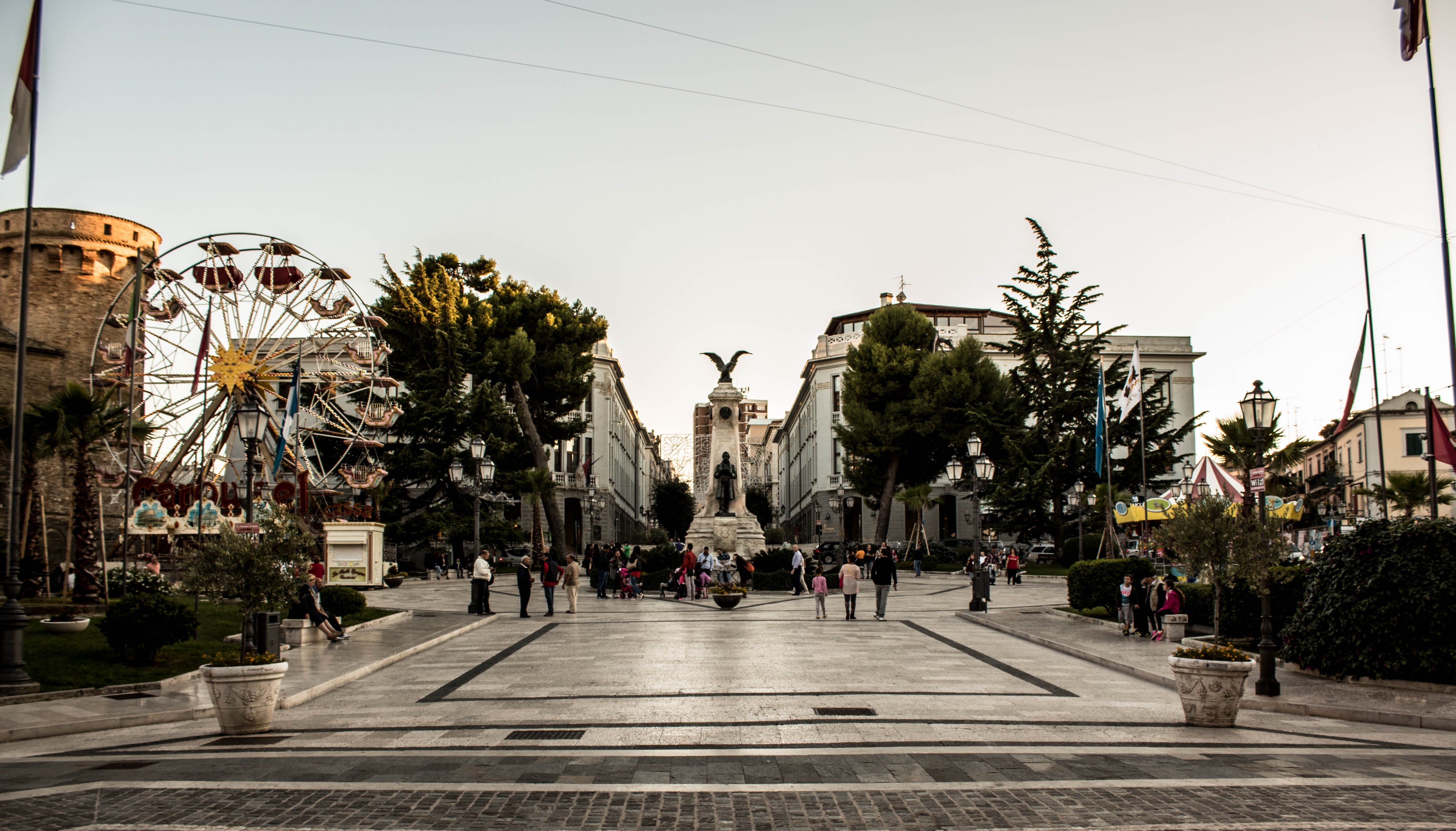
Piazza Rossetti
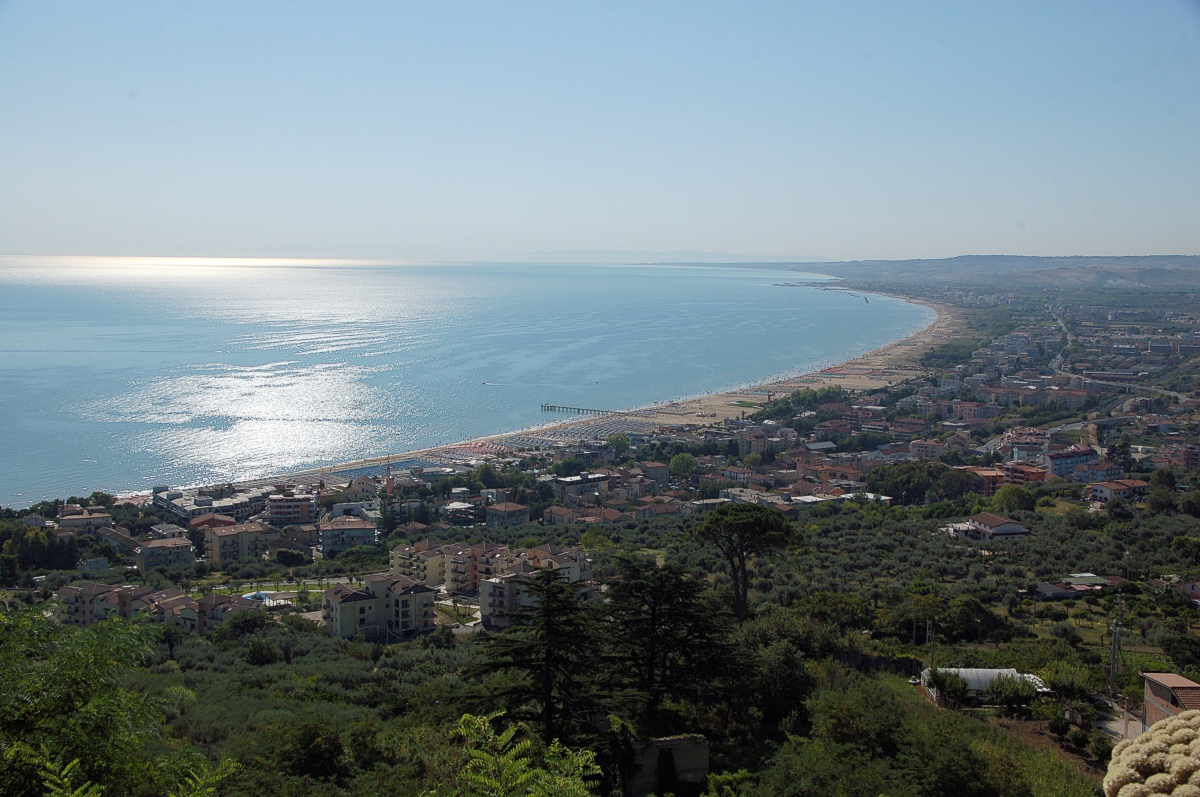
Blick auf Vasto Marina
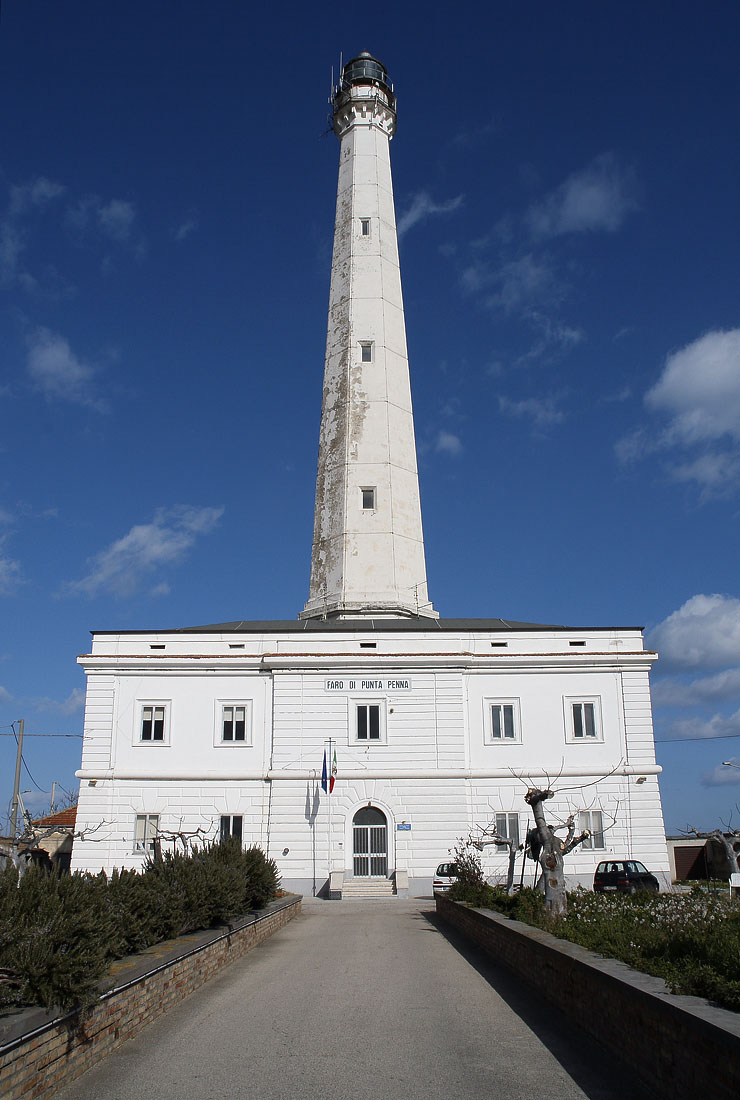
Faro di Punta Penna

## Verkehr
Vasto liegt an der Adria-Eisenbahnstrecke Ancona–Lecce. Im Stadtgebiet verläuft die Bahnstrecke unterirdisch. Am Nord- und Südende des Tunnels befinden sich zwei Bahnhöfe: im Norden Porto di Vasto und im Süden Vasto-San Salvo.
Des Weiteren verläuft die Strada Statale 16 Adriatica durch die Stadt.

## Wirtschaft
In der Gemeinde werden Reben der Sorte Montepulciano für den DOC-Wein Montepulciano d’Abruzzo angebaut. Ferner ist Vasto für die Herstellung der Wurstspezialität Ventricina bekannt.

## Sport
Vasto war zweimal das Ziel einer Etappe des Giro d’Italia:
- 25. Mai 1998: 9. Etappe, Sieger: Glenn Magnusson
- 19. Mai 2000: 6. Etappe, Sieger: Dmitri Konischew

## Städtepartnerschaften
Mit Perth in Australien besteht seit 1989 eine Städtepartnerschaft.

## Söhne und Töchter der Stadt
- Gabriele Rossetti (1783–1854), italienisch/englischer Dichter und Gelehrter
- Raffaele Mattioli (1895–1973), Bankier, Volkswirtschaftler und Verleger
- Giuseppe Spataro (1897–1979), Rechtsanwalt und Politiker der Partito Popolare Italiano (PPI) und der Democrazia Cristiana (DC)
- Pietro Santoro (* 1946), römisch-katholischer Geistlicher, Bischof von Avezzano
- Luca Dirisio (* 1978), Popmusiker
- Andrea Iannone (* 1989), Motorradrennfahrer
- Claudia Scampoli (* 2000), Beachvolleyballspielerin